# Adolfo Nef
Adolfo Nef Sanhueza (* 18. Januar 1946 in Lota) ist ein ehemaliger chilenischer Fußballtorhüter. Auf Vereinsebene vor allem bei Colo-Colo Santiago sehr erfolgreich, nahm er mit der Nationalmannschaft seines Heimatlandes auch an der Fußball-Weltmeisterschaft 1974 teil. Ferner ist er bis heute Rekordspieler der chilenischen Primera División.

## Karriere

### Vereinskarriere
Adolfo Nef, geboren am 18. Januar 1946 in Lota, einer Hafenstadt im Süden Chiles, begann mit dem Fußballspielen beim in der unmittelbaren Nähe seiner Heimatstadt angesiedelten Verein Lota Schwager, wo ihm 1963 die Aufnahme in die erste Mannschaft gelang. Von da an spielte Nef zwei Jahre lang bei Lota Schwager, ehe er zur Saison 1965 in die Hauptstadt Chiles zu Universidad de Chile wechselte. Bei Universidad de Chile erlebte Adolfo Nef acht ungemein erfolgreiche Spielzeiten, in denen dem Verein insgesamt drei Meisterschaften gelangen. In den Jahren 1965, 1967 und 1969 führte man das Klassement der Primera División nach dem letzten Spieltag an, wobei der Titelgewinn von 1969 der letzte für den Verein bis 1994 bleiben sollte. Adolfo Nef spielte bis 1972 bei Universidad de Chile. Im Jahr darauf schloss er sich für ebenso acht Jahre dem Lokalrivalen CSD Colo-Colo an, wo Adolfo Nef seine wohl erfolgreichste Zeit als Fußballspieler erlebte.
Auf nationaler Ebene gelang zwar nur eine einzige Meisterschaft in diesen acht Jahren (1979), aber auf internationalem Parkett zeigte sich Colo-Colo um einiges erfolgreicher. Als erste chilenische Mannschaft überhaupt erreichte die Truppe von Trainer Luis Álamos im Jahre 1973 das Endspiel um die Copa Libertadores, den wichtigsten Wettbewerb für Vereinsmannschaften in Südamerika. Dort unterlag man dem damaligen argentinischen Seriensieger Independiente Avellaneda allerdings mit 1:2 nach Verlängerung erst im Entscheidungsspiel, nachdem es nach Hin- und Rückspiel unentschieden gestanden hatte. Adolfo Nef wurde dabei in allen drei Finalspielen eingesetzt.
Nach acht Jahren bei Colo-Colo wechselte der mittlerweile 34-jährige Adolfo Nef erneut den Verein und ging erst für eine Saison zu Universidad Católica und wenig später für sechs Jahre zu CD Magallanes. 1986 musste Nef – mittlerweile 40-jährig – mit seinem Verein den Gang in die Zweitklassigkeit antreten, nachdem Magallanes zuvor zu den absoluten Stammgästen in der Primera División gehört hatte. Ein Jahr nach dem Abstieg verließ Adolfo Nef den Klub dann auch wieder und unterschrieb einen Kontakt bei seinem Heimatverein Lota Schwager. Dort beendete Adolfo Nef 1987 seine fußballerische Laufbahn im Alter von 41 Jahren.

### Nationalmannschaft
Zwischen 1969 und 1977 brachte es Adolfo Nef auf insgesamt 42 Einsätze in der chilenischen Fußballnationalmannschaft. Von Nationaltrainer Luis Álamos wurde er ins Aufgebot der Südamerikaner für die Fußball-Weltmeisterschaft 1974 in Deutschland berufen. Nef kam bei dem Turnier als dritter Torhüter hinter Leopoldo Vallejos und Juan Olivares allerdings nicht zum Einsatz. Die chilenische Mannschaft belegte indes mit zwei Unentschieden und einer Niederlage in der Gruppenphase Platz drei in Gruppe 1 hinter der Bundesrepublik Deutschland und der DDR sowie vor Australien und schied damit aus.

## Erfolge
- Chilenische Meisterschaft: 4×

1965, 1967 und 1969 mit Universidad de Chile
1979 mit Colo-Colo
- Finalteilnahme der Copa Libertadores: 1×

1973 mit Colo-Colo